# 요네마루촌
요네마루촌(米丸村)은 이시카와현 이시카와군에 존재했던 촌이다.

## 지리
현재 가나자와시 서부에 위치하고 있다.

## 역사
- 1889년 4월 1일 - 정촌제 시행에 의해 11개 촌의 구역을 가지고 요네마루촌이 성립하였다.
- 1935년 12월 16일 - 가타즈촌. 아와가사키촌. 요네마루촌. 구라쓰키촌, 오노정이 가나자와시에 편입되었다.